# Silene colorata
Silene colorata — вид квіткових рослин родини Гвоздичні (Caryophyllaceae).

## Морфологічна характеристика
Однорічна трав'яниста рослина до 40 см заввишки. Стовбур розгалужується біля основи. Листя, оксамитове і від 1 до 3 см завдовжки. Квітки ефектні, рожево-фіолетового кольору: віночок з 5 пелюстками від 1 до 2 сантиметрів завдовжки і 5 тичинок. Плоди — яйцюваті капсули довжиною від 7 до 9 мм. Насіння коричневе і ниркоподібне, довжиною від 0,6 до 1,7 мм. Період цвітіння з квітня по червень. Число хромосом 2n = 24.

## Поширення
Батьківщина. Південна Європа: Албанія, Болгарія, Греція, Іспанія, Італія, Португалія, Гібралтар; Мальта. Північна Африка: Алжир, Єгипет, Лівія, Марокко, Туніс. Західна Азія: Кіпр, Ізраїль, Йорданія, Ліван, Сирія, Туреччина.
Поширений уздовж усього середземноморського узбережжя, на піщаних ґрунтах в прибережних районах.

## Галерея

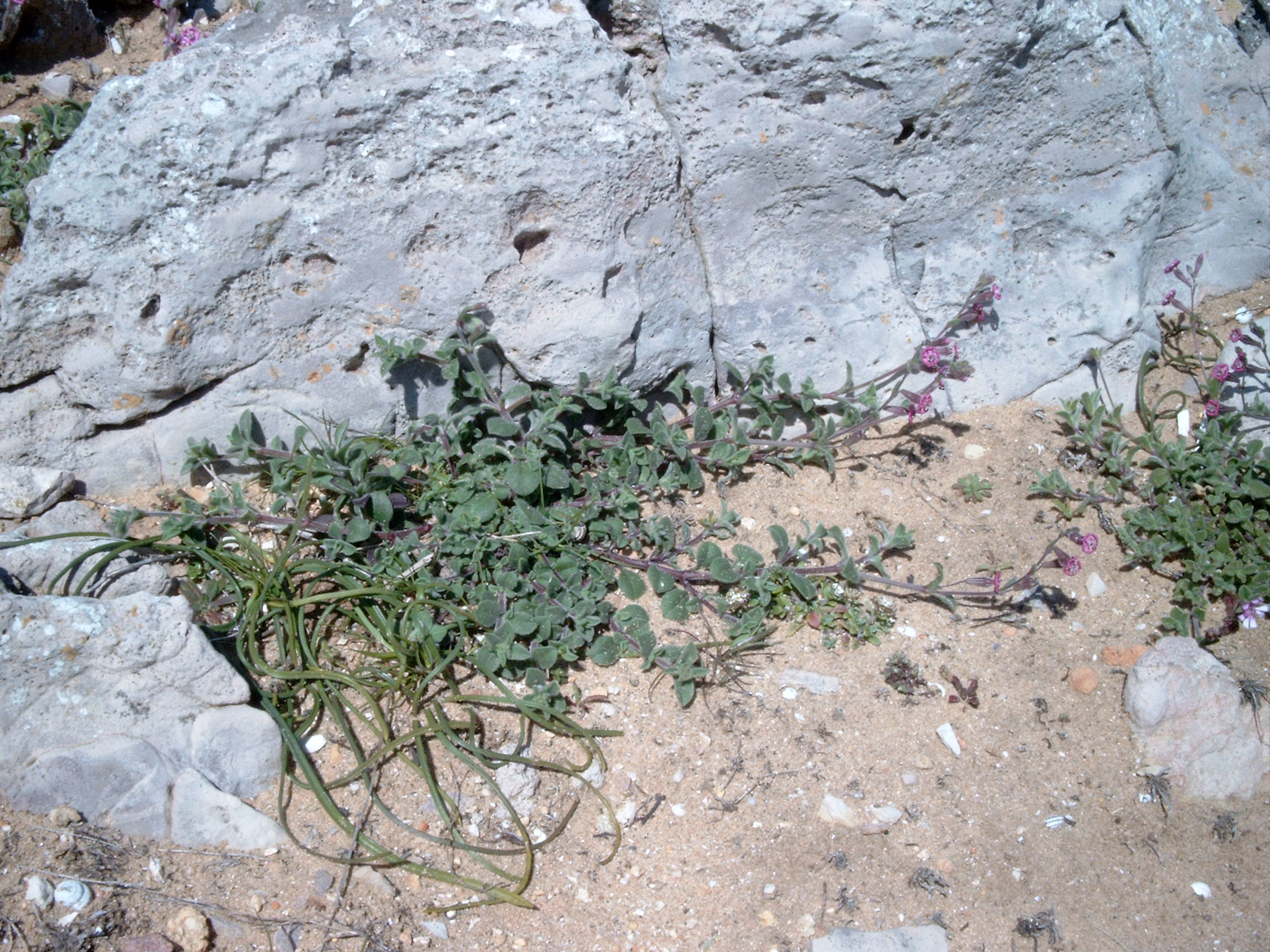
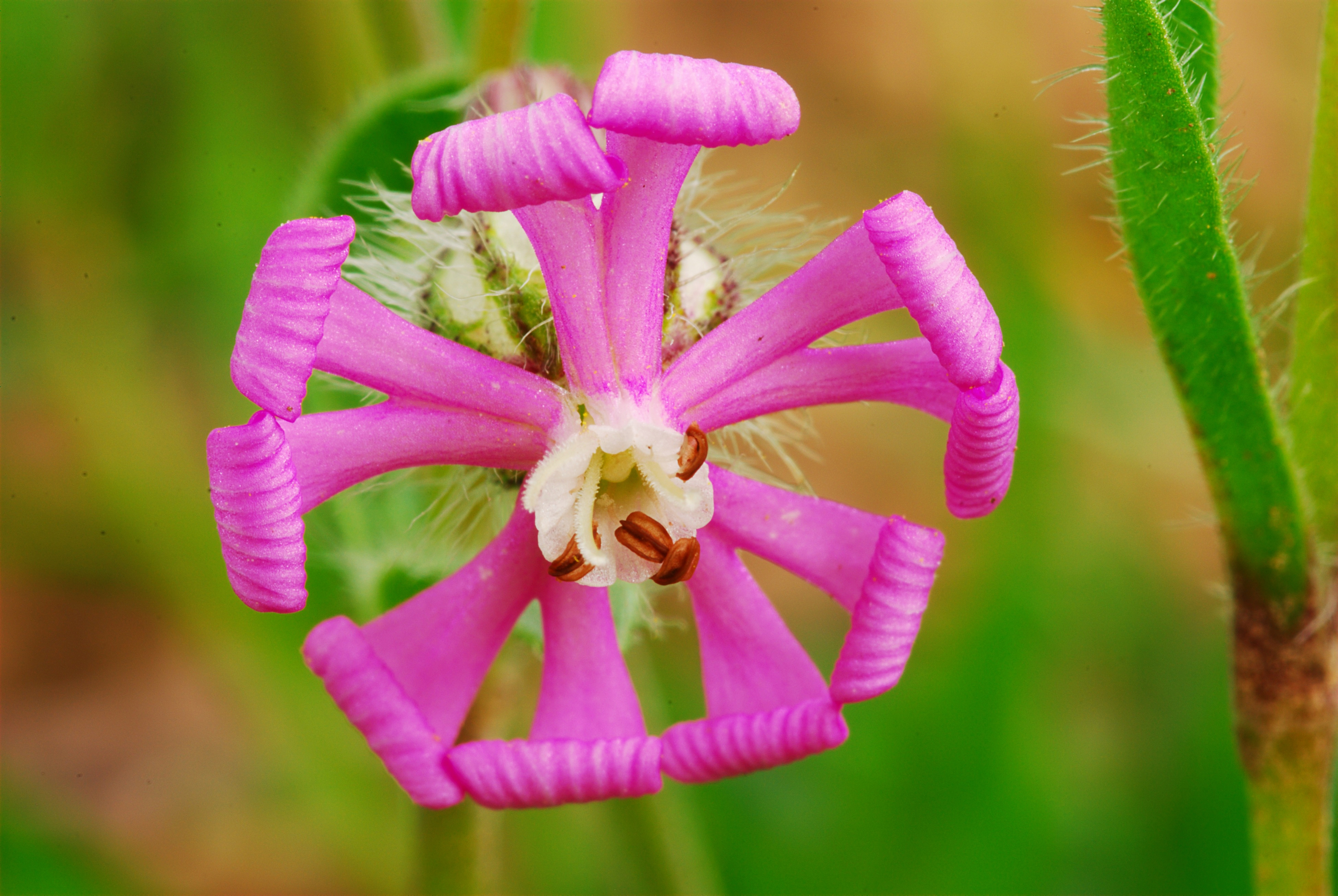
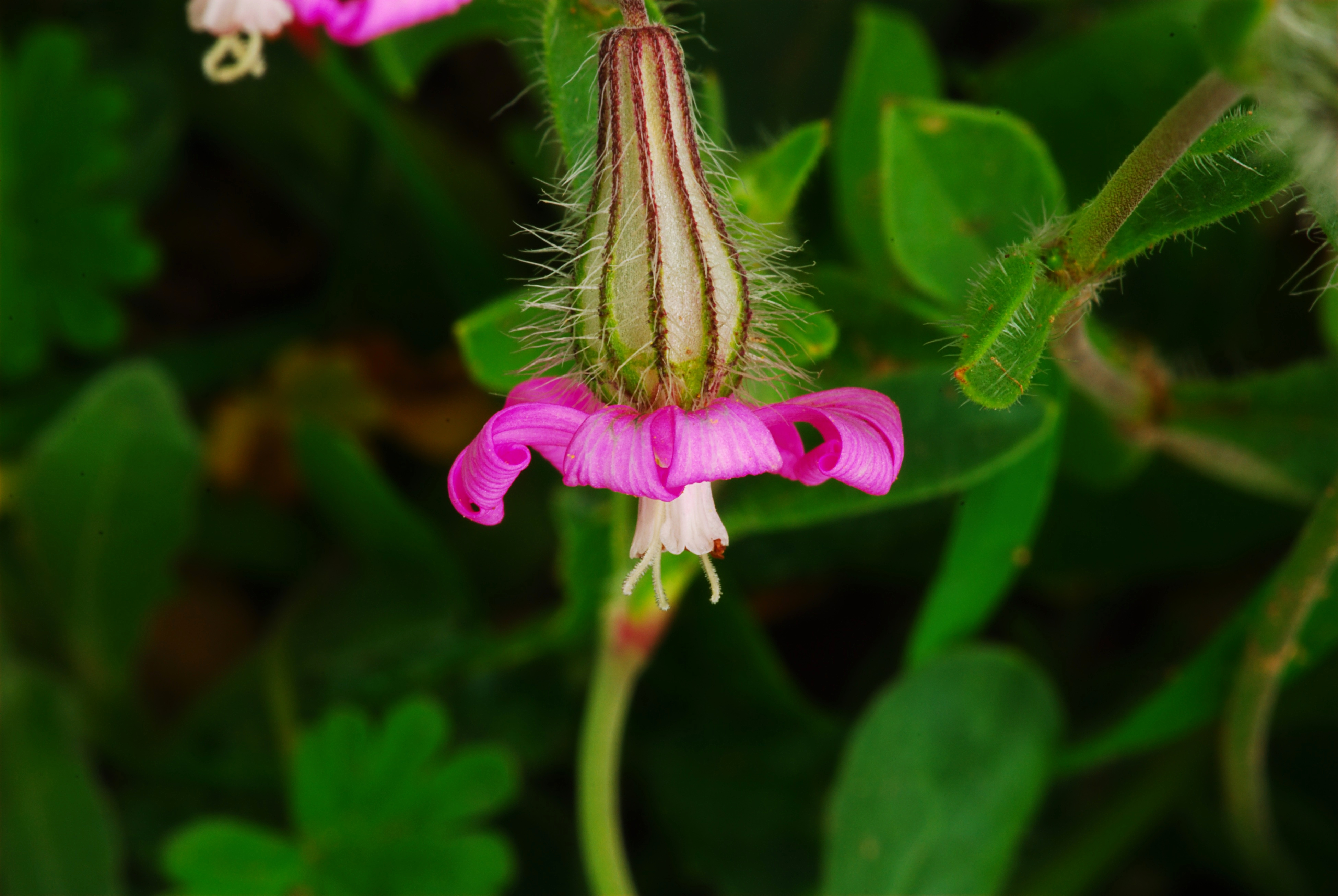